# Samurai Warriors: Chronicles
Samurai Warriors: Chronicles (戦国無双 クロニクル, Sengoku Musō Kuronikuru) é um futuro jogo de hack and slash desenvolvido pela Omega Force e publicado pela Tecmo Koei para o Nintendo 3DS.

## Gameplay
Samurai Warriors: Chronicles apresenta vários novos recursos que nunca foram incluídos previamente na série Samurai Warriors. Enquanto a tela superior exibe o jogo, a tela inferior é usada para mostrar mapas, KOs e os dados da missão. Um jogador pode alternar entre quatro personagens durante a batalha e mudar a tela para suas respectivas localizações também. Ao contrário dos títulos anteriores, onde o jogador escolhe um herói e centra-se na sua história, o jogador escolhe um personagem masculino (que usa uma dai-katana e rifle) ou um personagem feminino (que usa espadas duplas) que ambos são personagens principais em todas as batalhas do modo história, seguindo a sua própria história e desafiando exércitos diferentes. Cada batalha também permite que você tenha 1-4 (dependendo da batalha) personagens secundários para alternar durante a batalha. Antes de terminar um estágio estes são fixados aos personagens relacionados com a história. Uma vez que os estágios foram terminados, o jogador pode mudar esses personagens para qualquer outro que tiver desbloqueado para jogar livremente. Cada personagem que participa de uma batalha recebe experiência, e as armas encontradas durante a missão são compartilhadas de acordo com os personagens que os jogadores escolherem.

## Desenvolvimento
Samurai Warriors: Chronicles foi primeiramente anunciado na E3 2010 como Samurai Warriors 3D juntamente a uma lista de jogos para Nintendo 3DS. O jogo foi renoameado para Samurai Warriors: Chronicle posteriormente, na Tokyo Game Show 2010.

## Personagens
Cada personagem jogável de Samurai Warriors 3 Z/Xtreme Legends é jogável neste jogo. Há um modo história que segue todos os eventos em Samurai Warriors, não há enredo separado para os personagens, no entanto os personagens que estrelam em cada batalha podem ser jogados. Os dois novos dirigentes, o herói e a heroína principal, são novos personagens originais da série, totalmente personalizáveis pelos jogadores. O jogador usa qualquer um deles em todo o jogo (a menos que repita o estágio, caso em que todos os personagens desbloqueados possam ser escolhidos), durante a mudança de controle para outros oficiais que retornam durante as batalhas.